# Île Koldewey
Pour les articles homonymes, voir Koldewey.
L'île Koldewey (en russe : остров Кольдевея) est une petite île de la terre François-Joseph, en Russie.

## Géographie
D'une longueur de 3,7 km et d'une largeur de 1,5 km, de forme triangulaire, elle est relativement plate en comparaison des autres îles de l'archipel. Son point culminant où s'élèvent deux pics rocheux de 6 m de haut, domine à 66 m d'altitude. Au sud de l'île une deuxième montagne mesure 52 m de haut. Elle est entièrement libre de glace. L'été un petit ruisseau se forme à travers sa vallée. Au nord, après un long promontoire, se situe un îlot nommé île Schönau. À l'ouest, le détroit de Lavrov (пролив Лаврова) la sépare de l'île Hall. Au nord-est se trouvent les îles Hochstetter. Au sud, elle est séparée de l'île Salm, la plus proche, par un détroit de 200 m de profondeur.

## Histoire
Découverte le 29 mars 1874 par Julius von Payer et Karl Weyprecht, elle a été nommée en l'honneur de l'explorateur Carl Koldewey. En 1905, le cartographe Johan Peter Koch étudie les deux rochers de son point culminant.